# L'Argentière-la-Bessée
L'Argentière-la-Bessée är en kommun i departementet Hautes-Alpes i regionen Provence-Alpes-Côte d'Azur i sydöstra Frankrike. Kommunen ligger  i kantonen L'Argentière-la-Bessée som ligger i arrondissementet Briançon. År 2022 hade L'Argentière-la-Bessée 2 278 invånare.

## Befolkningsutveckling
Antalet invånare i kommunen L'Argentière-la-Bessée
Referens:INSEE